# 狼牙山
狼牙山舊名為郎山，位於河北省易縣西部狼牙山镇附近，為河北當地的遊覽景点。
狼牙山是因八路軍五名勇士浴血抗擊日寇舍身跳崖而出名的。

## 照片
- 狼牙山山顶的观景台
- 狼牙山远景
- 狼牙山上的油菜花
- 狼牙山脚下的泉水
- 狼牙山五壮士雕像

## 相关
- 狼牙山五壮士